# Пермети, Турхан-паша
Турхан-паша Пермети (алб. Turhan pashë Përmeti; 1839— 18 февраля 1927, Париж) — албанский и османский политический и государственный деятель, премьер-министр (дважды), возглавлял правительство Албании с 7 марта 1914 по 3 сентября 1914 года и с 25 декабря 1918 по 29 января 1920 года. Дипломат.

## Биография
Потомок знатного албанского рода. Обучался в Иоаннина и в Стамбуле. После окончания учëбы поступил на службу в  Министерство иностранных дел Османской империи. Исполнял дипломатические функции при посольствах в Вене и Мадриде. Принимал участие в работе Берлинского конгресса в 1878 году, завершившего русско-турецкую войну 1877—1878 гг., и Гаагской мирной конференции в 1907 году.
С 1895 по 1896 был последним Османским вали (губернатором) Крита. Считался способным, но нерешительным политиком и губернатором.
Руководил Критом во время политической борьбы его жителей за свою независимость. Его администрация не справлялась с возникающими проблемами, что в результате привело к восстанию 24 мая 1896  в результате которого греческий принц Георг Греческий стал правителем острова и было создано полуавтономное Критское государство.
После это Турхан-паша Пермети был отправлен послом Блистательной Порты в Санкт-Петербург.  
После провозглашения независимости Албании в марте 1914 вернулся на родину и занялся формированием правительства, действуя вместе с принцем Вильгельмом I Видом. 
7 марта 1914 года возглавил правительство Албании, стал временным главой государства в Дурресе, однако уже в сентябре того же года был свергнут Эссад-пашой Топтани. 
Вновь официально стал во главе правительства Албании 25 декабря 1918 года при тесном взаимодействии с властями Италии (фактически руководил государством с 1916). 
Был отстранëн от поста главы правительства решением национального конгресса, собравшегося 28-31 января 1920 года в Люшне.
После этого отошëл от политической жизни и поселился в Италии, затем во Франции. Умер в Париже 18 февраля 1927 года.